# Humberto Monroy
Pedro Humberto Monroy Gil (Bogotá, Colombia, 14 de noviembre de 1945 - Zipaquirá, Colombia, 24 de marzo de 1992), también conocido como Humo, fue un músico, cantautor, compositor e intérprete colombiano de rock, fundador de varias agrupaciones y considerado uno de los pioneros del género en Colombia y un pedagógo y divulgador de las músicas tradicionales e indígenas de la cordillera central colombiana. Tocaba el bajo, la guitarra, el rondador, la armónica y el tiple. Murió en Zipaquirá, Cundinamarca, por causa de un ataque cardíaco. 

## Trayectoria musical
Humberto nació en Bogotá en 1945. Se graduó del Colegio José Joaquin Caicedo en 1964 y su primer instrumento fue una marimba que le regaló su abuela cuando tenía 14 años. Su familia creía que iba a ser abogado por la facilidad que tenía a la hora de expresarse, pero además de la música lo único que le llamaba la atención era la agronomía, carrera que al final nunca estudió ya que se dedicó por completo a la música hasta su muerte. Era un amante de la naturaleza, tema que a su vez lo inspiró para componer canciones.

### Primer grupo: Los Dinámicos
A la edad de 15 años inició su carrera musical en el grupo Los Dinámicos, creado en 1961 y formado por su amigo Fernando Latorre que tocaba el acordeón y el primo de este, Alfredo Besoza, que tocaba la batería. El grupo interpretaba covers de bandas rock mexicanas como, Los Locos del ritmo y el cantante César Costa. Humberto se encargaba de la guitarra, que apenas podía tocar. Con Los Dinámicos realizó sus primeros pasos en la música.

### Los Speakers
En 1964 fue uno de los fundadores de Los Speakers, una de las primeras bandas colombianas de rock, claramente influenciada por The Beatles y con la cual grabó 5 discos, entre ellos uno de los álbumes insignía de la psicodelia de Colombia, llamado En el maravilloso mundo de Ingesón (1968), que además se convirtió en uno de los primeros trabajos fonográficos grabados de manera independiente en el país. Con Los Speakers Humberto pasó a tocar el bajo y compuso sus primeras canciones.

### Siglo Cero
En 1969 se une a Ferdie Fernández, Fernando Córdoba y Roberto Fiorilli para integrar la agrupación denominada Siglo Cero. Fue un grupo de música progresiva, con composiciones propias y con muchas influencias jazzísticas. En 1970 sale al mercado su único larga duración llamado ‘Latinoamérica', grabado en un concierto realizado en el parque nacional de Bogotá el 27 de junio de ese año, ante unas 14 mil personas. Lastimosamente el éxito en ventas no acompañó al grupo que terminó disolviéndose ese mismo año.

### Géne-Sis
En 1972 Monroy se reunió con el percusionista Édgar Restrepo y con Federico Taborda, para crear la banda Génesis de Colombia. 'Humo', como era conocido Monroy, se desempeñó como líder, cantante y compositor de la banda, que se convirtió en una de las primeras que produjo una representación de los cambios que los jóvenes vivían en la época.
Con Génesis grabó 7 trabajos discográficos, y en los cuales se destacan varias canciones, como una versión de ‘How can I tell you’, original de Cat Stevens, llamada "Cómo decirte", "Manos de hombre, agua que corre" y su composición de mayor éxito, "Don Simón".

### Maíz
En 1983, el objetivo del grupo era viajar a Europa pero como existía en ese continente una banda de mismo nombre, Génesis pasó a ser Maíz. Con ese nombre, grabaron dos canciones A quien y Fuiste un tonto. Debido a unos inconvenientes la banda al final no logró viajar desvaneciéndose el sueño de visitar el Viejo Continente.

## Muerte
En la mañana del 24 de marzo de 1992, empezó a sentirse mal con un fuerte dolor en el pecho y vómito constante. Ante la imposibilidad de pagar una gran suma de dinero a un hospital donde pudiera recibir la atención adecuada, Humberto falleció de un infarto a las 11 de la noche en Zipaquirá a la edad de 46 años.

## Obra de teatro
El 4 de noviembre de 2015, se estrenó en el teatro La Candelaria de Bogotá la obra 'Humo', un homenaje póstumo a la vida y trabajo musical del grupo Génesis de Colombia y su protagonista Humberto Monroy. Dirigida por Lizardo Flórez Medina, narra los sueños, frustraciones y vivencias de la banda a través de las décadas en un país intolerante y en un contexto que va más allá de lo político.

## Legado
Humberto Monroy fue una persona que dedicó toda su vida a la música desde que era muy joven hasta su repentina muerte en 1992. Fueron 30 años en los que Humberto integró importantes grupos experimentando en estos, sonidos que van desde el rock psicodélico (Los Speakers), el rock progresivo (Siglo Cero) y el folk rock (Génesis). A excepción de otros músicos pioneros de la década del 60 que se establecieron en el extranjero, Humberto no se fue nunca de su país, llevando su música a todas las regiones y rincones de Colombia. 
Por ser uno de los precursores de la música rock en Colombia y su entrega total a ella, a Humo se le considera como uno de los padres del rock colombiano.

## Discografía

### ConLos Speakers
1. The Speakers - Sello Vergara - 1965
2. La Casa del Sol Naciente - Discos Bambuco - 1966
3. Tuercas, Tornillos y Alicates – Discos Bambuco - 1967
4. Los Speakers – Discos Bambuco – 1968
5. En el maravilloso mundo de Ingesón - Producciones Kriss 1968

### Con Siglo Cero
1. Latinoamérica (1970)

### ConGénesis de Colombia
1. Géne-sis-a-Dios (1972)
2. Génesis (1974)
3. Yakta Mama (1975)
4. Reuniom (1978)
5. El paso de los Andes (1981)
6. En un planeta lejano (1982)
7. Absolutamente Normal (1987)

### Como solista
1. Sol y Luna - Un trabajo musical de Humberto Monroy y sus amigos - (1975)

### Con Maíz
1. A quien/Fuiste un tonto (1983)

### Recopilaciones y reediciones
1. En el maravilloso mundo de Ingeson - Polydor (México) - 1969
2. Génesis 20 años - Codiscos - 1995
3. En el maravilloso mundo de Ingeson - Salga el sol - 2007
4. Génesis - Guerssen (España) - 2007
5. Yakta Mama - Guerssen (España) - 2007
6. Antología de... Los Speakers - Sonotec - 2008
7. En el maravilloso mundo de Ingeson - Shadoks Music (Alemania) - 2013
8. Latinoamérica - Golden Pavilion/La Pelote (Portugal) 2018
9. Génesis - Codiscos - 2024